# Journal für Psychologie und Neurologie
Das Journal für Psychologie und Neurologie mit dem Untertitel Mitteilungen aus dem Gesamtgebiet der Anatomie, Physiologie und Pathologie des Zentralnervensystems, sowie der medizinischen Psychologie war eine Fachzeitschrift für die Bereiche Medizinische Psychologie und Neurologie. Es erschien von Band 1 (1902/03) bis Band 51 (1942). Anfangs wurde die Bandzählung der Vorgängerzeitschrift Zeitschrift für Hypnotismus, Suggestionstherapie, Suggestionslehre und verwandte psychologische Forschungen (Bd. 1, 1892/93, bis Bd. 3, 1894/95) bzw. Zeitschrift für Hypnotismus, Psychotherapie sowie andere psychophysiologische und psychopathologische Forschungen (Bd. 4, 1896, bis Bd. 10, 1902) fortgeführt.
Die Zeitschrift erschien beim Johann Ambrosius Barth Verlag in Leipzig. Sie war zeitweise das Organ des Kaiser-Wilhelm-Instituts für Hirnforschung.